# Rasp
För tidningen, se Rasp (tidning).

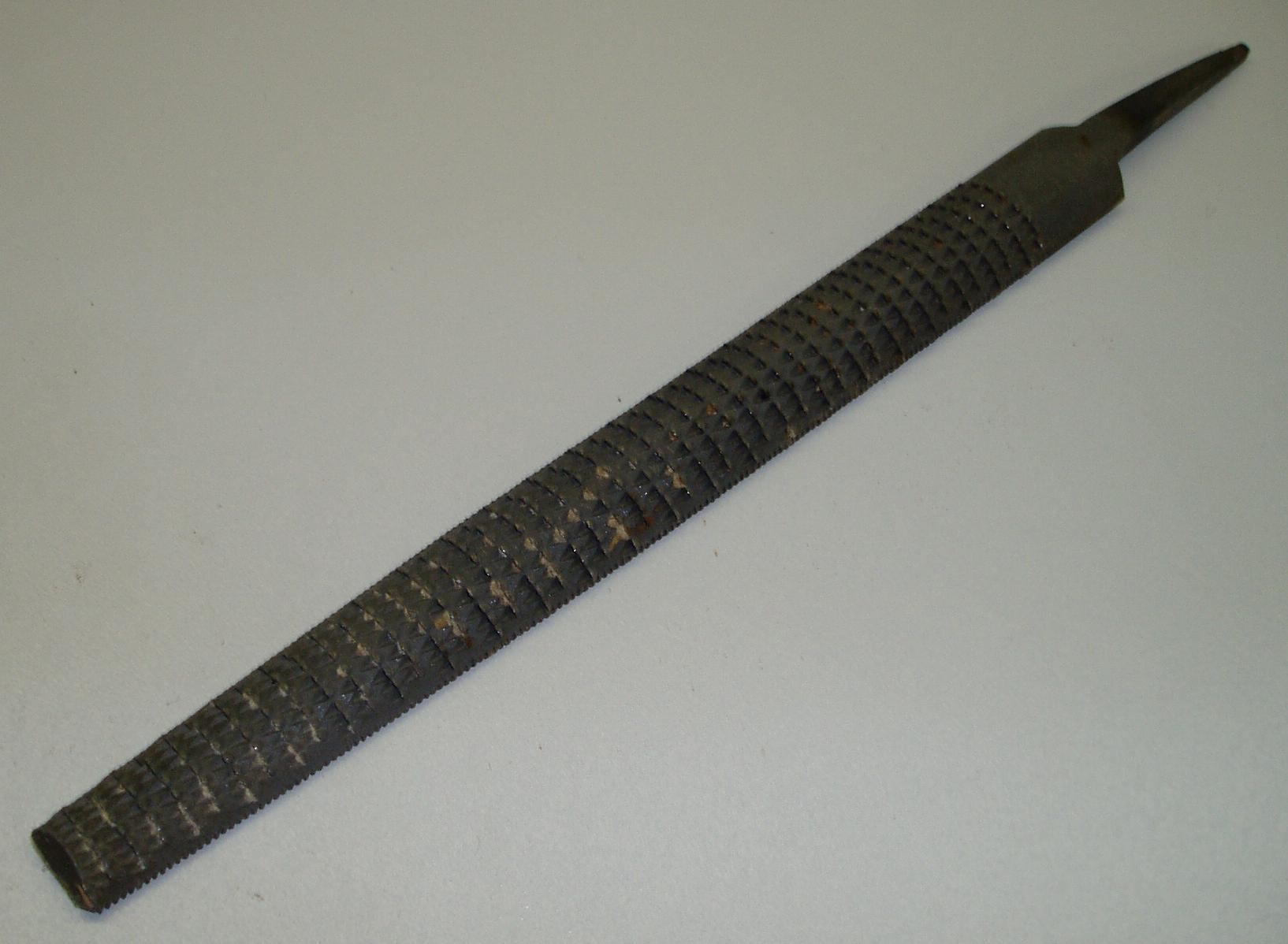
Rasp, den äldre varianten

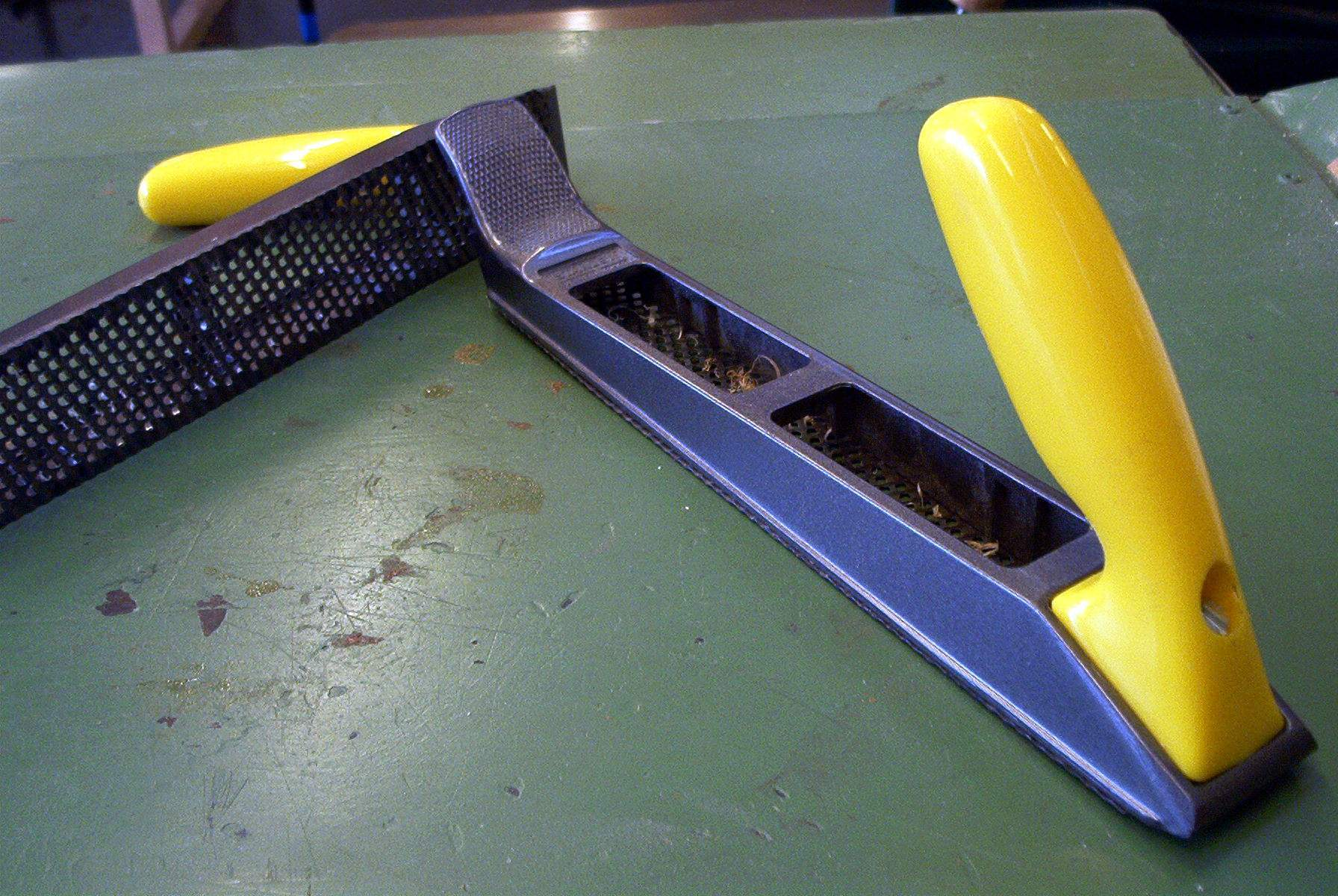
Surformrasp eller surformhyvel

Rasp är en extra grov fil för trämaterial. Raspar finns med runt eller halvrunt tvärsnitt, där ena sidan har en stor radie och den andra är plan. 
En modernare variant är surformraspen, ett mellanting mellan hyvel och rasp. Den är försedd med utbytbara klingor som liknar raspar och används för bearbetning av trä, metall eller plast. Framför varje tand i raspen finns en öppning som gör att verktyget inte så lätt täpps till av spån. 